# Anny Modi

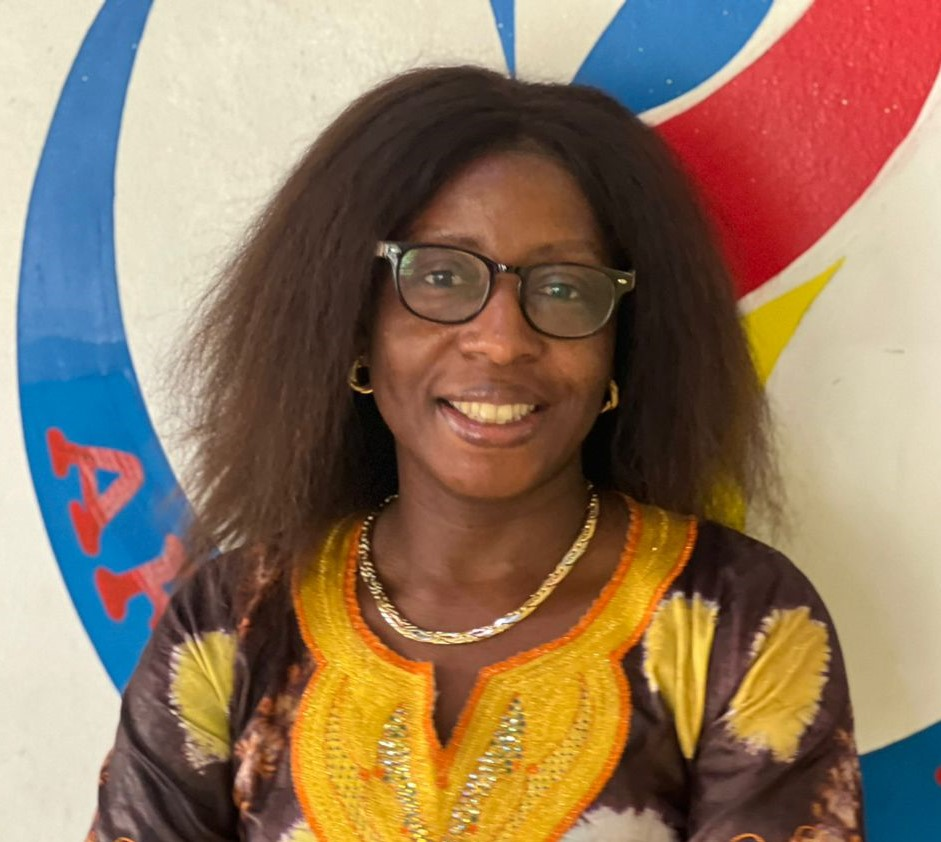
Anny Modi

Anny Tengamendite Modi (geb. 2. Januar 1982 in Buta) ist eine kongolesische Menschenrechtlerin, die für ihren Einsatz für die Rechte von Frauen und Mädchen bekannt ist.

## Leben
Modi musste schon früh die Herausforderungen des Lebens meistern. Nach dem Tod ihres politisch aktiven Vaters, als sie erst 13 Jahre alt war, zog Modi nach Goma, einem Ort, der stark von Flüchtlingsbewegungen und später von Krieg betroffen war. Ihre Jugend war von Kriegserlebnissen und der frühen Mutterschaft geprägt; mit 17 Jahren wurde sie schwanger und brachte kurz nach ihrem 18. Geburtstag ein Mädchen zur Welt. Diese Erfahrungen prägten ihren Entschluss, sich für Benachteiligte einzusetzen und führten sie schließlich nach Südafrika, wo sie als Flüchtling lebte und ihre Aktivitäten intensivierte. Nach über einem Jahrzehnt im Exil kehrte sie in den Kongo zurück und lebt heute in Kinshasa.

## Wirken
Als Gründerin und Geschäftsführerin der Nichtregierungsorganisation Afia Mama („Gesundheit der Frau“) konzentriert sich Modis Arbeit auf die Bekämpfung sexueller Gewalt als Kriegswaffe sowie auf die Verbesserung der sexuellen und reproduktiven Gesundheit und Rechte von Frauen. Sie engagiert sich zudem in der Bildung und politischen Teilhabe junger Frauen und ist zur Priorisierung der Gleichstellung der Geschlechter auf der nationalen Agenda mit staatlichen Entscheidungsträgern im Dialog. Durch ihre Initiativen, von lokalen Gemeinschaftsdialogen bis hin zu internationalen Foren, strebt Modi die Herbeiführung einer nachhaltigen Veränderung an, um den Frauen im Kongo eine Stimme zu geben.

## Auszeichnungen
Modis Bemühungen wurden international anerkannt. So erhielt sie im Jahr 2023 den Deutsch-Französischen Preis für Menschenrechte und Rechtsstaatlichkeit.